# 馬米杏
馬米杏（学名：Mammea americana）为胡桐科南美杏屬下的一个种。